# Paul Grenier

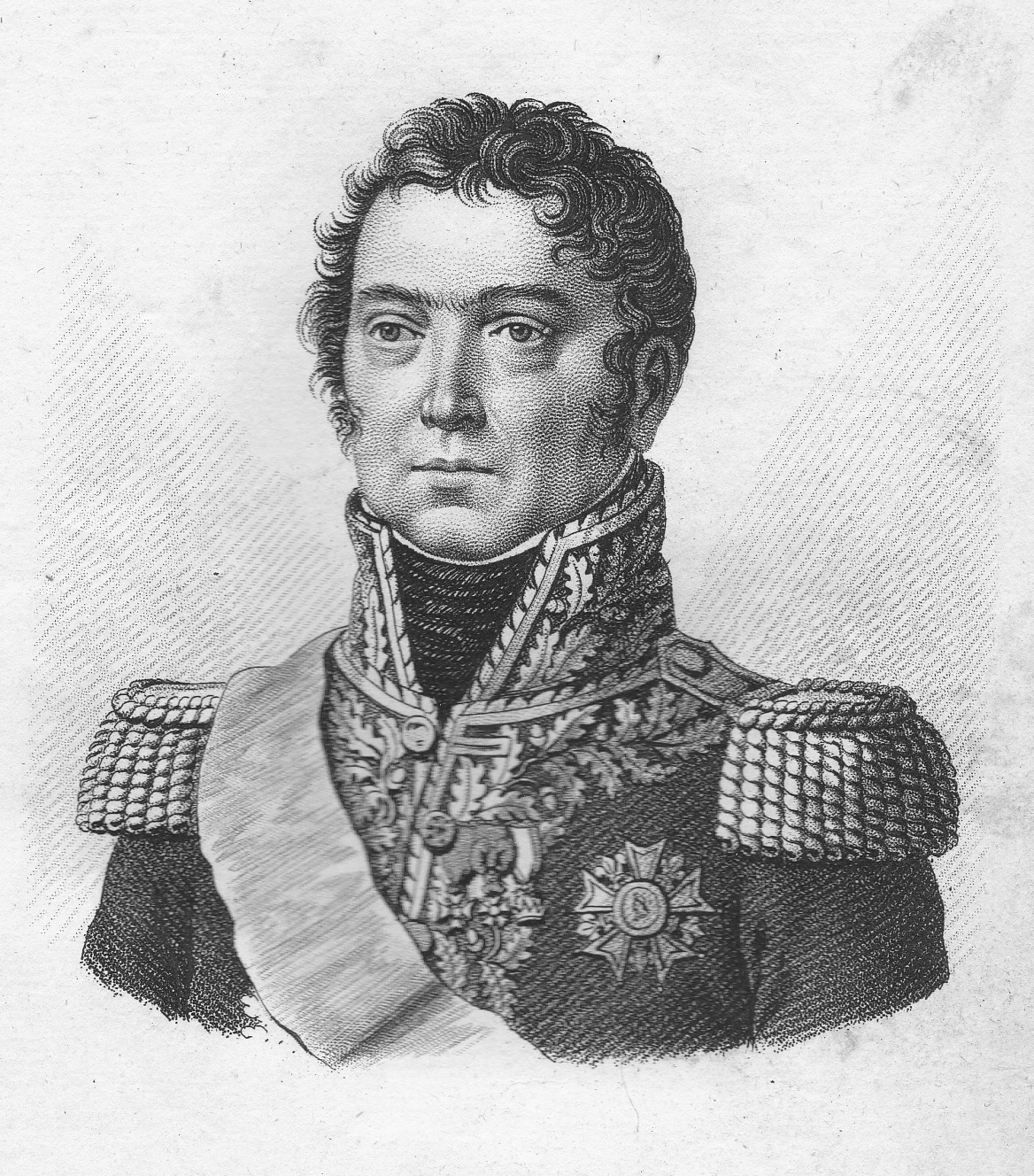
Paul Grenier

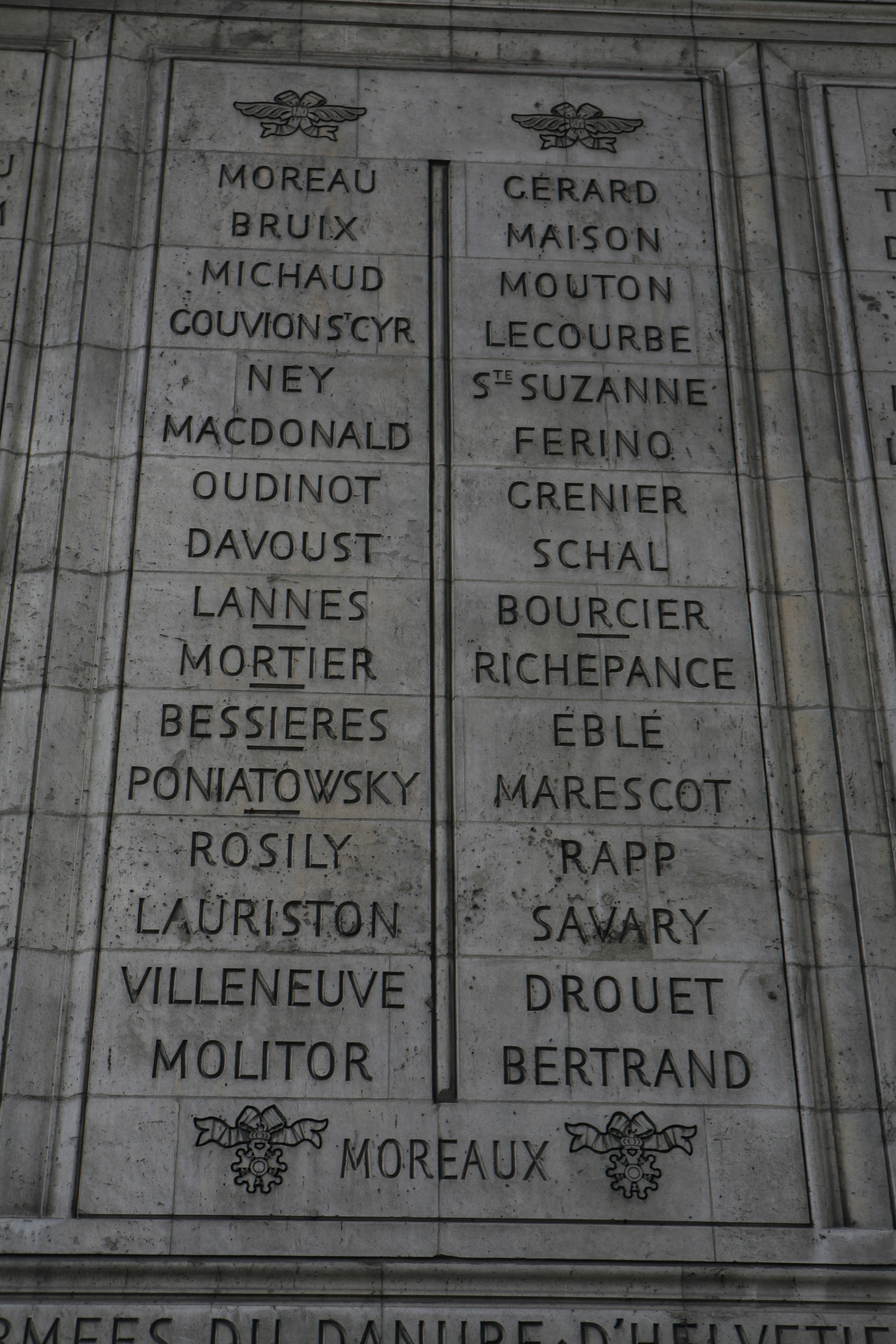
Zijn naam op de Arc de Triomphe

Paul Grenier (Saarlouis, 29 januari 1768 - Dammartin-Marpain, 17 april 1827) was een Frans generaal.
Zijn vader was gerechtsdeurwaarder te Saarlouis. Grenier nam op 21 december 1784 als gewoon soldaat dienst bij het 96e infanterieregiment.
In de slag bij Valmy was hij al kapitein. Na de slag bij Jemmapes werd hij adjudant -generaal. Op 29 april 1794 werd hij brigadegeneraal en op 29 april 1794 divisiegeneraal. Op 11 oktober kreeg hij in de slag bij Fleurus lof. Op 6 september 1795 stak hij met de voorhoede van het Frans leger de Rijn over te Uerdingen.
In 1797 kreeg hij lof voor de slag bij Neuwied. Grenier ging naar Italië en vocht in de slag bij de Adige, slag bij Verona, slag bij Cassano en de slag bij Bassignana.
Onder Jean Étienne Vachier Championnet veroverde hij met het Alpenleger de posten van de Kleine Sint-Bernhardpas. Hij vocht in de slag aan de Stura, de slag bij Mondovì en de slag bij Fossano.
In 1800 besliste hij de slag bij Günzburg en vocht hij mee in de slag bij Höchstädt en de slag bij Hohenlinden.
In 1809 vocht hij met zijn divisie in de slag bij Sacile, slag bij Caldiero en de slag bij San Daniele del Friuli. Hij kreeg het bevel over een korps en vocht ermee in de slag bij de Piave, slag bij Valvasone en de slag bij Raab en de slag bij Wagram.
In 1812 dekte hij de aftocht van prins Eugène de Beauharnais. In 1813 versloeg hij de Oostenrijkers in de slag bij Bassano de slag bij Caldiero en te San Michele all'Adige.
Nadat Joachim Murat overgelopen was, kreeg hij van Eugène de verdediging toevertrouwd en won hij in 1814 de slag aan de Mincio.
- Bibliothèque nationale de France: cb10471102h (data)
- Gemeinsame Normdatei: 116832215
- International Standard Name Identifier: 0000 0000 1013 3975
- Base Léonore: LH//1198/52
- SNAC: w6sx7b6r
- Virtual International Authority File: 49215206
- WorldCat: E39PBJmP9YPKTXPR8CjkPv3xXd